# 努爾
努爾（英語：Knull）是出自漫威漫畫的虛構超級反派，常與猛毒與屠殺有關聯。努爾是邪惡的神靈，創造了武器死靈劍及外星種族克林特（Klyntar）和埃克索隆（Exolon）。努爾在漫威宇宙中扮演重要的角色。在IGN上，努爾於「漫威最強共生體名單」中排名第一。

## 出版歷史
努爾首次登場於《猛毒Vol. 4》#3（2018年6月）並揭示其為《雷神索爾：雷霆之神》#6（2013年3月）中所提及的無名生物。此外，努爾在漫威宇宙的多宗事件中亦被提及，例如《毒液之網》、《星際異攻隊》和《十界之戰》。其後，努爾在唐尼·凱茨的作品《銀色衝浪手：暗黑》#1（2019年6月）中成為主要反派。
努爾於《黑暗之主》中以主要反派的身份回歸，主要講述他與共生體軍隊在地球上的襲擊。

## 虛構人物傳記

### 起源
努爾是在漫威宇宙的第六次迭代毀滅後誕生的一個原始神靈，努爾最初沉醉於在無盡的虛空中漂流。直到天神族的降臨並開始創造宇宙的第七次迭代，努爾被「創世之光」喚醒，並因天神族掠奪他的黑暗王國而感到憤怒，於是便創造了死靈劍，殺死其中一名天神族進行報復。眾天神族看到這個場景後便將努爾和該名被切斷的天神族的頭顱放逐到更深的虛空中。努爾其後使用此頭顱打造了共生體，並將共生體與頭顱的宇宙能量結合，最終創造了知無領域，但與此同時，努爾在無意中賦予了共生體聲波攻擊和火焰的弱點。努爾創造了一套共生體護甲，並帶着死靈劍開始弒殺其他神祇。不過，努爾後來墜落到一個未命名的星球上，喪失能力的努爾被屠神者格爾從手中奪走了死靈劍。
努爾最終甦醒並發現他可以將他活生生的深淵與「低等生物」接連起來並控制它們，於是創造了一支以自己為中心的共生體軍隊，且利用它們散播於宇宙的每個角落。努爾創建了共生體巢穴（Symbiote Hive），在期間殲滅任何光芒和生命體。他繼續殺戮眾神，同時也奴役了他用深淵拯救的神明們。有一段時間，努爾遇到了時間錯位的銀色衝浪手，他因為某種原因而從未來穿越過來，銀色衝浪手創造了一顆小恆星，以把一個世界從努爾的控制中解放出來。經過一場短暫的戰鬥，努爾擊敗了銀色衝浪手並將一個共生體與銀色衝浪手結合，但銀色衝浪手其後被活體星球伊果拯救。當努爾追上銀色衝浪手時，努爾試圖擊敗他並利用他的深淵重新感染銀色衝浪手，但是已經聚集了宇宙能量的銀色衝浪手創造出了一顆恆星並擊敗了努爾。
之後，一隻巨龍形狀的共生體抵達中世紀時期的地球並聲稱地球是共生體巢穴的一部分，雷神索爾這個時候亦剛好來到了地球並幫助維京人擊敗了巨龍，當地村民稱之為「格倫戴爾」（Grendel），亦導致努爾與共生體軍隊的連接被切斷。共生體如今分散在宇宙的各個角落並不受努爾的控制，開始附身在善良的宿主身上，了解到光的存在。共生體對他們的神明發動叛變並將他困在一個由數十億共生體組成的人造星球上，他們稱該星球為克林特（Klyntar）──在共生體的語言意指「牢房」。

### 與艾迪·布洛克的相遇
在數千年後的地球，神盾局發掘出格倫戴爾的屍體並將龍的碎片和士兵結合，以創造出「超級士兵」在越南戰爭中作戰，被稱為「共生體士兵計劃」（Sym-Soldier program）。這個計劃重新喚醒了努爾，讓他能夠控制一群在被尼克·福瑞和金鋼狼抓獲並變成共生體士兵前的流氓，除了一個名為雷克斯（Rex）的人類逃脫了努爾的控制。數年後，猛毒共生體的宿主艾迪·布洛克在無意間釋放了格倫戴爾，在經過一場艾迪和蜘蛛人的戰鬥後，格倫戴爾開始尋找雷克斯以釋放努爾。然而，猛毒與雷克斯結合，最終將格倫戴爾困在高爐中，把它和雷克斯都焚燒了 。其後，製造者和組織的項目監督者（Project Oversight）從高爐中取回了格倫戴爾的備份樣品（即共生體的殘餘物）。

### 被屠殺釋放
在《屠殺復生》的故事線中，在蔑視加入崇拜努爾的邪教後，他們偷走了格倫戴爾的備份樣品和克萊圖斯·卡薩迪的屍體並將備份樣品植入至克萊圖斯的體內，而其體內的屠殺共生體的備份樣品則被格倫戴爾吸收，使格倫戴爾強大得接近神的境界。在經過克萊圖斯與努爾的接觸後，他決定通過收集所有與共生體結合的宿主的備份樣品，以使共生體巢穴過載來分散克林特星球並釋放努爾。在克萊圖斯與分身和尖叫重聚後，他們改革了致力於崇拜努爾的邪教，並返回於美國科羅拉多州多佛頓（Doverton），從《美國大屠殺》（Carnage, U.S.A.）的故事線中被屠殺所感染的民眾和動物裏獲得了備份樣品。
在《絕對屠殺》的故事中，隨著屠殺變得越來越強大，努爾與共生體的聯繫也變得越來越緊密，並影響着那些留在地球上的共生體，即噬菌體、痛苦、鞭打者、暴動和尖叫。在黑暗屠殺索取剩餘的備份樣品並向艾迪·布洛克欺騙他的死亡後，努爾終於被喚醒了。努爾迅速地摧毀了克林特星球，展現出一套全新的龍族護甲，並將其組成的共生體合併成一支共生體巨龍艦隊。與此同時，努爾被鬼魂追蹤，他希望努爾能殲滅埃克索隆種族（一種寄生蟲，旨在寄生在宿主身上並以他們的靈魂為食）。努爾向鬼魂透露埃克索隆只是他對共生體的失敗實驗，並把那個「垃圾」扔到了外向緯度（The Exoteric Latitude）。然後，努爾從鬼魂的身上剝奪，將其轉化為一把死靈劍的替代品，同時將鬼魂踢去外太空。不一會兒後，努爾在前往地球的過程中重新啟動他的反光運動，利用他活生生的深淵將不同的星球都歸於他的事業，同時利用尖銳的噩夢困擾着艾迪 ，並短暫對迪倫·布洛克（Dylan Brock）施加影響，讓他宣誓效忠共生體帝國。

### 征服地球與死亡
其後，在銀河委員會（Galactic Council）舞台（Proscenium）舉行會議的期間，星際異攻隊正在調查Zn'rx的君主斯托特（Stote）的死亡，並發現齊塔瑞的維和者和暴利者在《異帝國》故事線的事件後需要負責任。佐拉里斯·古帕（Zoralis Gupa）在西爾紐斯（Silnius）星球上接到一個緊急電話，同時提醒另一方的人警告所有鄰近的星系。他又告訴維多利亞這是一切的終結，因為不同的行星開始在Shi'ar、克里人/史克魯爾人聯盟和Zn'rx擁有的行星下消亡，亦使銀河系的經濟蕭條足以破產。暴利者了解到她不會從中獲益，便將維和者和生物炸彈傳送走。佐拉里斯·古帕向超級史克魯爾人和在場的所有人表示，一個比行星吞噬者更黑暗和強大的神明正在摧毀世界，他的名字是努爾。帝王小浩克派遣塔洛斯與Av-Rom、Keeyah、M'lanz、Virtue和Tarna一同調查已墜落黑暗的克里人與史克魯爾人基地。兩天後，一支以卡拉馬里將軍為首的克里人/史克魯爾人聯盟艦隊找到了塔洛斯的逃生艙。塔洛斯在病房休養後，向卡拉馬里講述他於任務期間發生的事情，其中包括與努爾的交鋒。塔洛斯的逃生艙上的遇險信標響起，暗示努爾即將到來的警告，塔洛斯隨即通知卡拉馬里。在艙外，努爾騎着巨龍共生體猛撲過去，發動攻擊。
在《黑暗之主》故事線的開端，艾迪·布洛克因為感覺到努爾的到來而通知復仇者聯盟。努爾釋放出地球上的巨龍共生體，由於復仇者聯盟、驚奇4超人和X戰警正在忙於與他們戰鬥，促使努爾使用他的共生體控制着天神族的審判者阿里瑟姆和測量者特弗拉爾。當美國隊長把指揮權交給哨兵後將努爾帶入地球軌道，並試圖做他曾經對屠殺做的同樣的事情，但努爾在熟悉當時發生在屠殺的事情後做了應變。努爾摧毀了哨兵，並將虛空同化到他身上。當鋼鐵人敦促他們撤退時，猛毒和美國隊長對此做出了反應。其後，努爾繼續讓他的巨龍共生體在地球周圍形成一個球體以將其與太陽隔開，讓一些超級英雄吞進活生生的深淵，包括暴風女。身為猛毒共生體的宿主，艾迪前去面對努爾，努爾抓住猛毒，因為他認出艾迪就是殺死格倫戴爾的人，然後他對艾迪說他要找的布洛克是迪倫·布洛克。艾迪乞求努爾讓自己代替迪倫受罪，努爾將猛毒共生體從他身上扯下來，並將其吸收到他的身體中，同時計劃將迪倫也吸收到他身上。然後，艾迪被努爾扔到下面共生體覆蓋的街道上。努爾鎖定了迪倫的位置，並幾乎找到他，但此時索爾到達了。索爾和迪倫共同幫助釋放了一些受感染的英雄，包括浩克。索爾和努爾開始了戰鬥，索爾在開頭佔據了上風，直到努爾帶入他以共生體控制的天神族，來分散索爾的注意力，並在背後刺傷索爾 。努爾打算控制迪倫·布洛克，因為他擁有共生體備份樣品，但迪倫反擊並釋放了獨眼龍、隱形女、奇異博士、黑貓和霹靂火。奇異博士變身為一個更強大的形態，眾英雄們一同反擊。納摩、索爾和暴風女對努爾造成大量的傷害，而琴·葛雷則使用精神力量使努爾無法移動。她看到了努爾的過去，並意識到光之神（「神秘力量」的別名）是唯一可以拿下努爾的存在。銀色衝浪手到達「神秘力量」所在之地，並將其從共生體中解放出來。努爾痛苦不堪，與此同時，艾迪·布洛克被選為新任的宇宙隊長。銀色衝浪手與努爾對峙，努爾回憶起先前與他的戰鬥。通過光之神的協助，銀色衝浪手變身成鍍鉻的形態，並將他的衝浪板變成一把劍，而努爾將他的護甲轉變成一件可以讓他與銀色衝浪手戰鬥的護甲。在努爾與銀色衝浪手戰鬥開始之際，復仇者聯盟、驚奇4超人和X戰警的成員衝向努爾，以幫助銀色衝浪手。就在此時，猛毒出現，已經變成宇宙隊長的他表示努爾交由他處理。由於努爾聲稱他已殺死猛毒多次，猛毒設法利用雷神之鎚和銀色衝浪手的衝浪板，將它們合併成一把戰斧，形成一個毒液蜘蛛標誌。猛毒使用戰斧開始從巨龍共生體殺出一條血路，並注意到努爾開始懼怕他。當猛毒幾乎把努爾斬首時，努爾甚至釋放了一個由共生體操控的天神族來幫助他。正當猛毒撕破努爾的護甲，努爾說黑暗存在於迪倫的身上。猛毒然後拿起努爾，飛向空中，衝破地球周圍的共生體屏障，此時努爾說虛無是永恆的，深淵是有牙齒的。然而，猛毒不在乎努爾說的是否正確，其後把手伸進了太陽，並使用「一體力量」蒸發掉努爾。基於努爾的死亡，猛毒共生體向艾迪翻譯那些無宿主的共生體和巨龍共生體的語言，它們表示艾迪現在已成為新的共生體之神，而它們不需再受努爾的控制。

## 能力與裝備
努爾是一個原始神靈，有着超人的力量與敏捷度，而且是不朽的存在及擁有強大的治癒因子。他擁有至尊的暗影術，因為他可以顯化黑暗來製造出武器和生物。他稱之為“活生生的深淵”，因為他可以控制它並增強力量，這亦使得猛毒能夠解鎖新的能力，亦允許努爾的其中一條龍不受共生體的弱點影響，並且跟銀色衝浪手擁有一樣的速度。努爾亦擁有有限的變形能力，包括可以將他人類似的嘴巴變成帶有細長舌頭的尖牙頜，此特徵最終傳遞給了共生體。努爾也是一名戰鬥專家，利用死靈劍弒殺天神族和其他眾神，同時穿著帶有紅色龍標誌的共生體護甲，該護甲是基於電視劇《無間警探》的「卡寇薩」螺旋。
儘管努爾與共生體的聯繫被切斷了，當屠神者格爾、古老行星吞噬者、活體星球伊果 和國王洛基 被死靈劍感染後，他的影響力仍然可見。其後，努爾繼續他的遠征，以消滅所有的存在，而與猛毒共生體結合的咒神魔雷基稱自己為「屠雷神者」。而猛毒的標誌的由來其實是混合了努爾與女蜘蛛人的標誌。另外，一群被埃克索隆感染的克里人探索者，他們的皮膚慢慢褪色，外表漸類似於努爾，這群人被稱為「無名者」。

## 迴響
努爾在早期登場時受到好評，而《漫畫書資源網》將其與另外兩位漫威反派進行了比較──魔倫和德古拉。不過，漫畫書資源網也批評這個角色的設計沒有原創性，與其他大多數的反派相似，且不符合他的本性，說如果他能和他的創作更相似，這個角色會更好。Bleeding Cool在談到努爾的歷史時說：「這是一個引人入勝的新故事，它重新定義了漫威宇宙的共生體。」努爾於IGN的「漫威最強共生體名單」中排名第一。
另外，此角色在瑞典和挪威受到特別關注，因為「knull」這個詞在瑞典語和挪威語中是「fuck」（性交之意）的名詞形式。

## 其他媒體

### 電影
- 《猛毒最終章：最後一舞》（2024年）：由安迪·瑟克斯飾演。

### 電視劇
- 《蜘蛛人：最大猛毒》（2020年）：迪士尼XD創作的動畫劇集，努爾首部登場的作品。他首次出現在宣傳片《猛毒的秘密故事》中，其中猛毒向他最新的主人解釋共生體的起源，它們是努爾用來討伐天神組的活武器。然而，儘管他們取得了勝利，努爾最終放棄了他的第一個創造物──共生體姐妹，因為它們對他而言毫無用處。共生體姐妹墜落在一個外星行星上，把自己複製成幾個產卵，並與當地居民建立聯繫，以尋求和諧的生活目標。

### 電子遊戲
- 《超級蜘蛛人（英语：Spider-Man Unlimited (video game)）》：手機遊戲，努爾與古老猛毒（被努爾附身的猛毒）出現於本作中。
- 《MARVEL未來之戰》：手機遊戲，努爾是玩家可使用角色之一，同時為「世界頭目：傳說模式」的敵人。
- 《漫威英雄大亂鬥（英语：Marvel Contest of Champions）》：努爾是玩家可使用角色之一。
- 《漫威：瞬戰超能（英语：MARVEL SNAP）》：手機卡牌遊戲，努爾是系列5卡牌角色之一，能力是持續： 此牌戰鬥力為本局對戰中所有被摧毀的卡牌戰力之總和。

## 外部連結
- Marvel Database上努爾 （页面存档备份，存于） 的資料
- Comic Vine上努爾 （页面存档备份，存于） 的資料
- Comic Book Database上努爾[] 的資料
- CBR上努爾：關於共生體之神你必須知道的事情 （页面存档备份，存于）